# Celebrate Hummingbirds
Celebrate Hummingbirds (Comemore beija-flores) é um projeto de ciência cidadã do Laboratório de Ornitologia de Cornell. É parte do programa "Celebrate Urban Birds" (Comemore Aves Urbanas). As observações do participantes vão ajudar os cientistas a entender melhor como beija-flores estão usando áreas urbanas. Qualquer pessoa pode participar em qualquer lugar do mundo.